# Cerkiew św. Mikołaja w Poznaniu
Cerkiew pod wezwaniem św. Mikołaja – prawosławna cerkiew konkatedralna i parafialna w Poznaniu. Należy do dekanatu Łódź diecezji łódzko-poznańskiej Polskiego Autokefalicznego Kościoła Prawosławnego.
Zlokalizowana przy ulicy Marcelińskiej 20 (przy skrzyżowaniu z ulicami Polną i Wojskową) na terenie jednostki pomocniczej Osiedle Św. Łazarz na Grunwaldzie w Poznaniu.

## Historia
Cerkiew została konsekrowana 13 kwietnia 1924, sam budynek natomiast pochodzi z początku XX wieku i pierwotnie służył jako stajnia dla pułku kawalerii. Do momentu wyświęcenia cerkwi poznańscy wyznawcy prawosławia, głównie Grecy, spotykali się w prywatnych domach (np. u Jana Konstantego Żupańskiego). W powstaniu cerkwi znaczny udział mieli natomiast emigranci polityczni ze Związku Radzieckiego, głównie byli oficerowie carskiej armii, którzy przebywali przejściowo w Poznaniu na prawach azylu (tzw. „biała emigracja”). W okresie międzywojennym świątynia służyła jako cerkiew garnizonowa dla prawosławnych żołnierzy.
Dzisiejsza cerkiew powstała w 1924 z zaadaptowanej pruskiej stajni. W latach 80. XX w. drewniane ściany obmurowano nadając świątyni dzisiejszy wygląd. Ponowna konsekracja po przebudowie miała miejsce w 1982.
W 2011 rozpoczęto generalny remont cerkwi.
3 lutego 2013 arcybiskup łódzki i poznański Szymon poświęcił pięć nowych dzwonów. Zostały one odlane na jubileusz 90-lecia parafii prawosławnej w Poznaniu.

## Architektura
Świątynia zbudowana jest na planie prostokąta w formie trójnawowej bazyliki z dobudowanym, nieco węższym, prezbiterium. Ikonostas pochodzi z XVIII w. Królewskie wrota zdobi sześć medalionów przedstawiających (po lewej od góry) św. Mateusza, archanioła Gabriela, św. Marka oraz (po prawej od góry) św. Łukasza, Bogurodzicę Maryję oraz św. Jana Ewangelistę. Drzwi diakońskie zajmują ikony archaniołów: prawe Michała zaś lewe Gabriela. Resztę ikonostasu uzupełniają ikony (od lewej): św. Piotra i św. Pawła, patronów rzymskokatolickiej archidiecezji poznańskiej oraz miasta Poznania, Matka Boska Hodigitria, Ostatnia Wieczerza (nad drzwiami królewskimi), św. Cyryla i św. Metodego oraz Chrystusa Pantokratora. Powyżej wyżej wymienionych ikon i drzwi znajduje się kolejny pas ikon: w części centralnej Wniebowstąpienie Pańskie oraz sześć ikon przedstawiających apostołów. Na ikonostasie, powyżej Ostatniej Wieczerzy zawieszona jest kopia Poczajowskiej Ikony Matki Bożej.
W części za ikonostasem znajduje się ołtarz z tronem bożym, za którym stoi siedmioramienny świecznik oraz witraż przedstawiający Zmartwychwstałego Chrystusa. Na prawo od ołtarza znajduje się ikona św. Mikołaja (patrona cerkwi) i św. Michała.
Kolejne cenne ikony znajdują się na ścianach naw: po lewej, od ikonostasu: Ukrzyżowanie, św. Maria Magdalena, Zdjęcie z Krzyża i św. Dymitr. Powyżej zaś św. Cyryl i św. Metody. Po prawej św. Mikołaj z Miry, Opieka Matki Bożej, Pantokrator, Matka Boża Orantka i Matka Boska Częstochowska a powyżej Trzech Świętych Hierarchów (Jan Złotousty, Bazyli Wielki i Grzegorz Teolog).
Całość świątyni zamyka od wejścia chór muzyczny, nad którym znajduje się witraż przedstawiający Włodzimierską Ikonę Bogarodzicy wraz ze św. Mikołajem z Miry i św. Hiobem Poczajowskim.

## Nabożeństwa
Nabożeństwa odbywają się w soboty o godz. 17:00 i niedziele o godz. 10:00.

## Galeria (wnętrze)

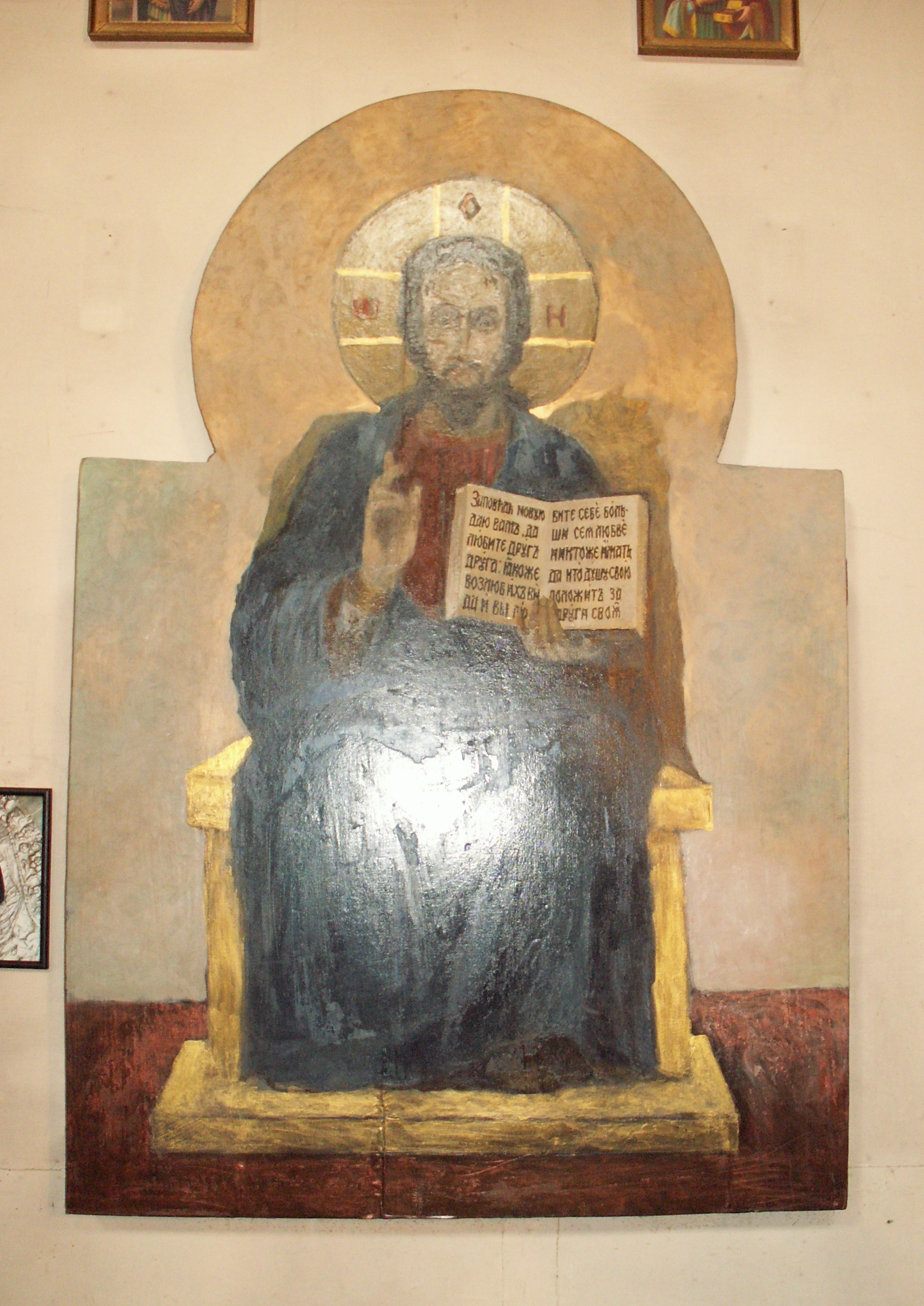
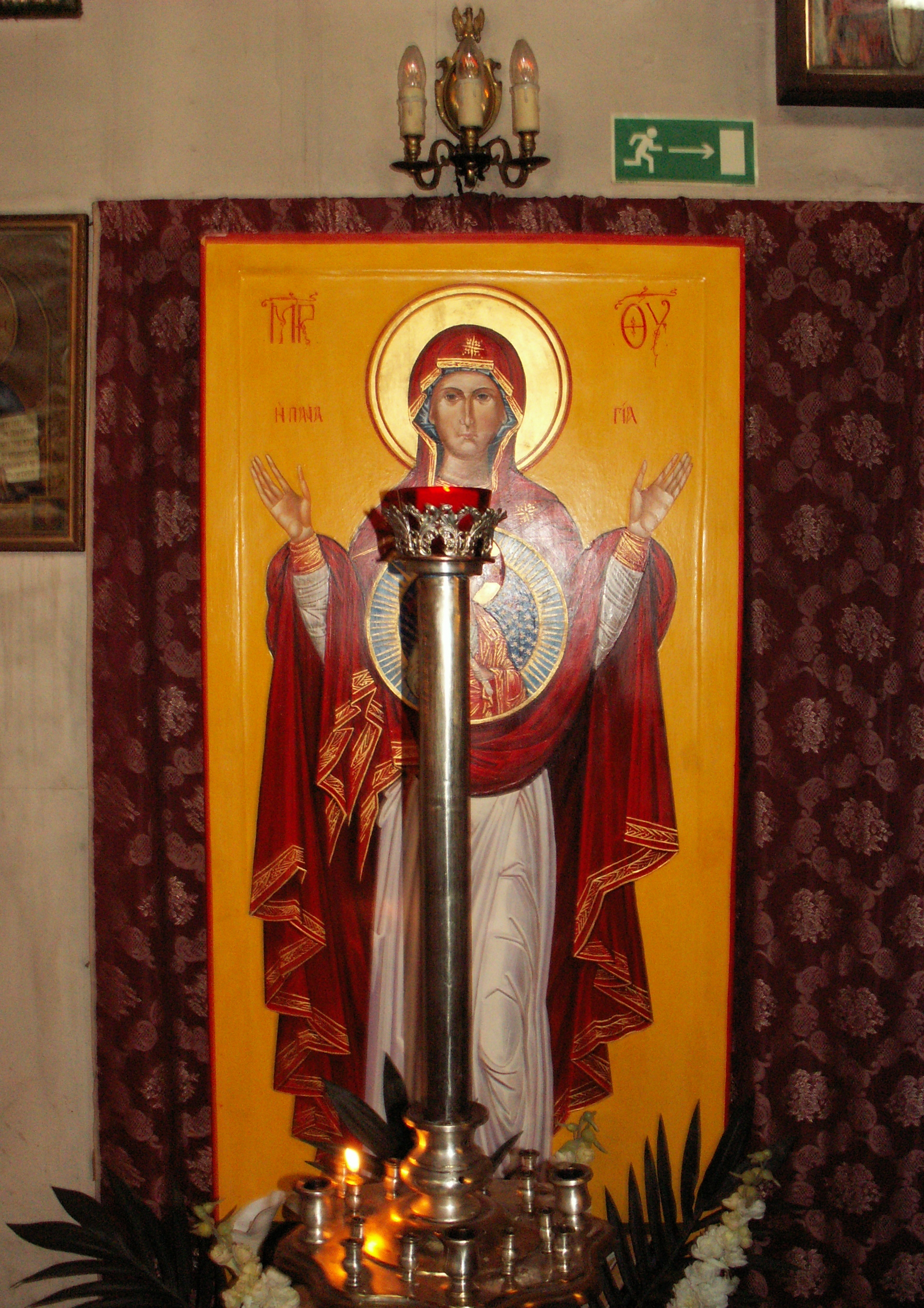
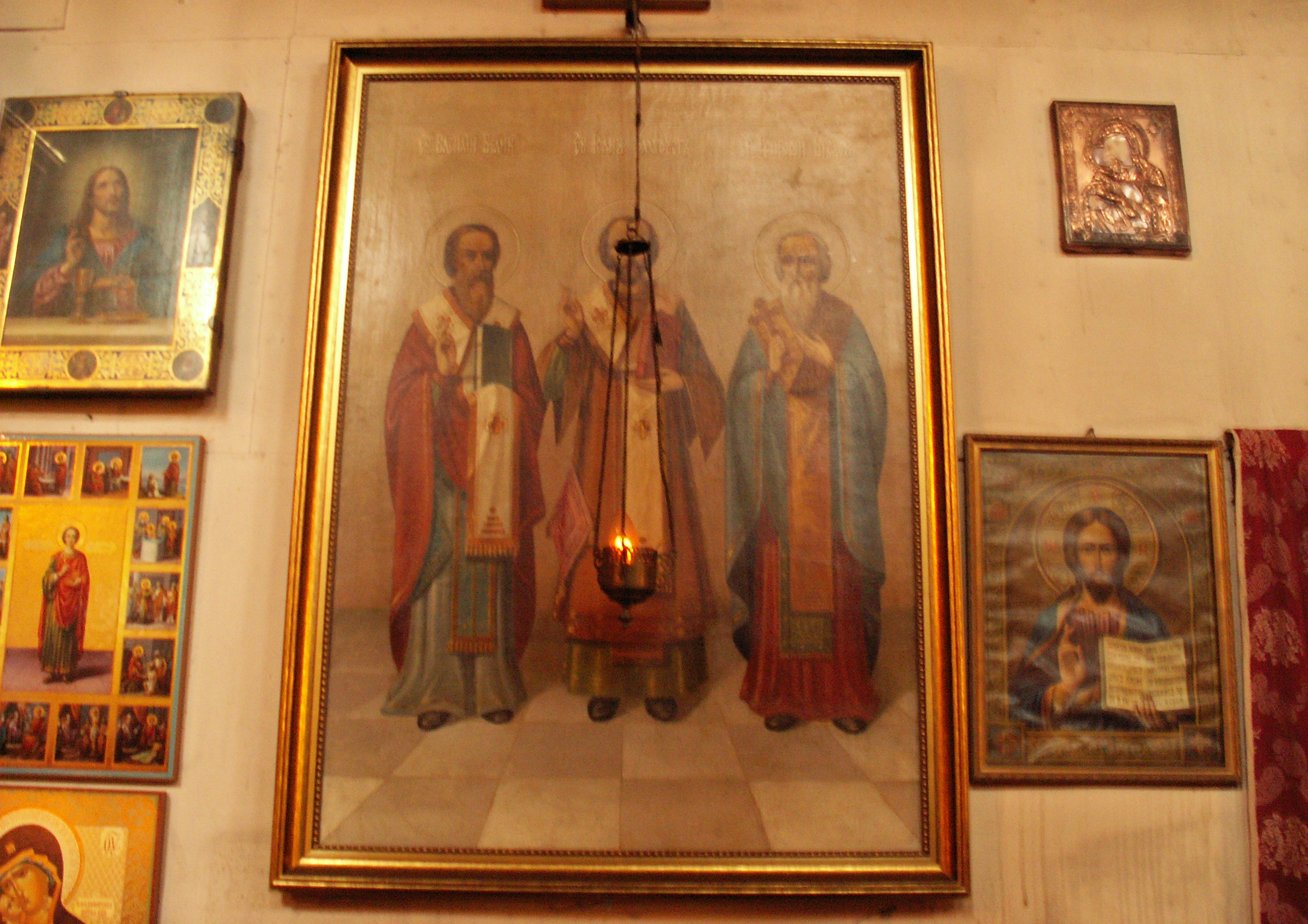
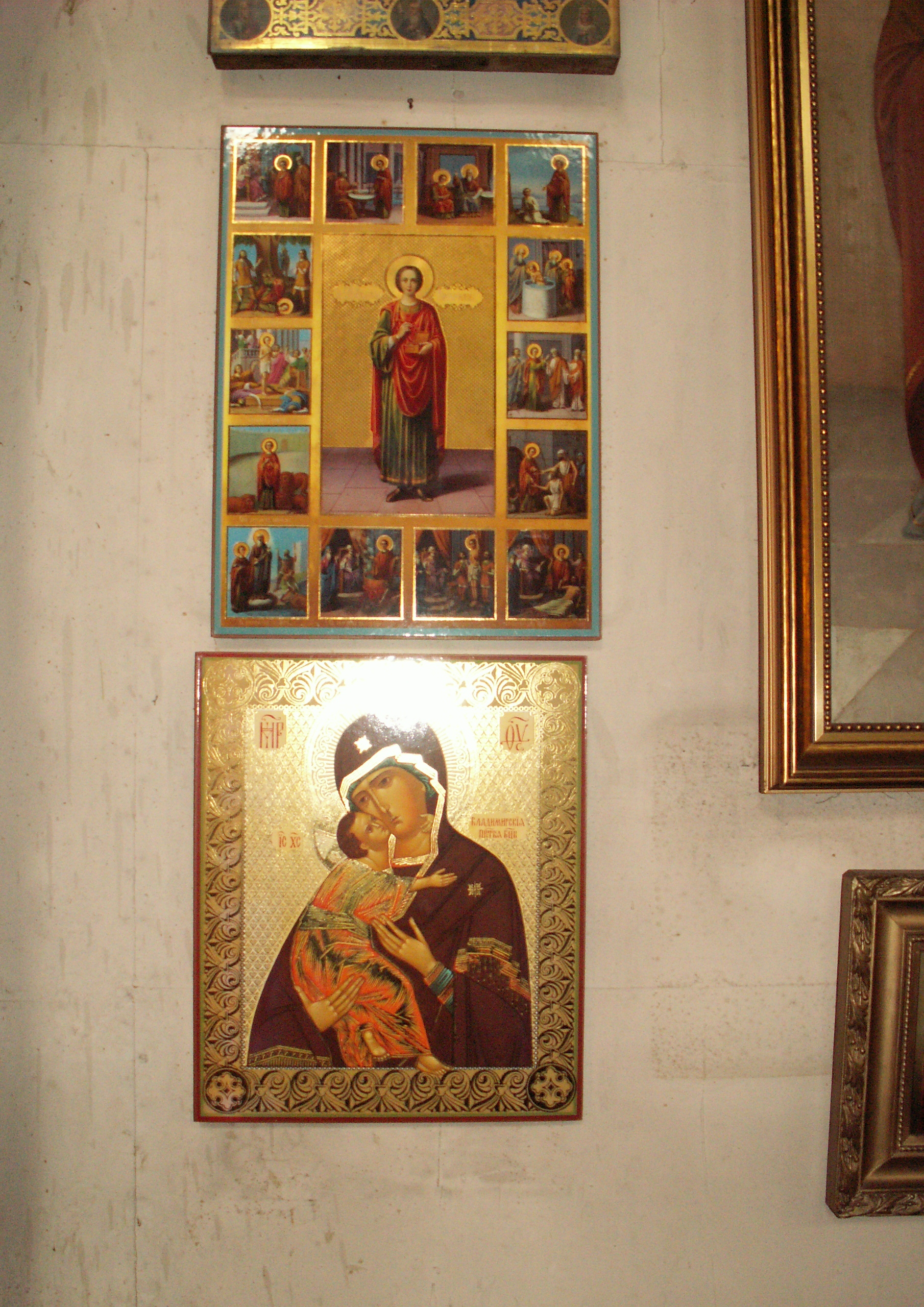
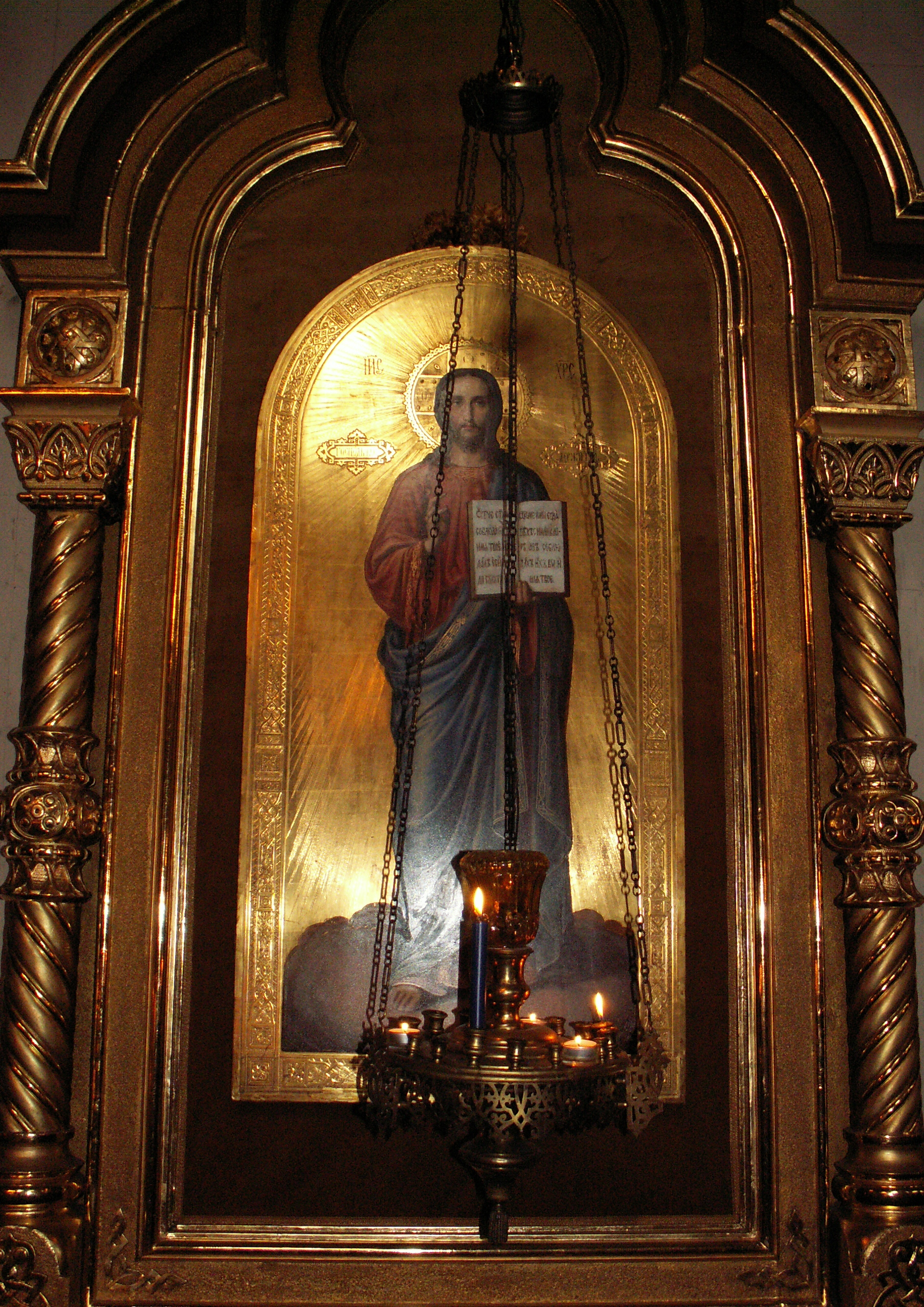
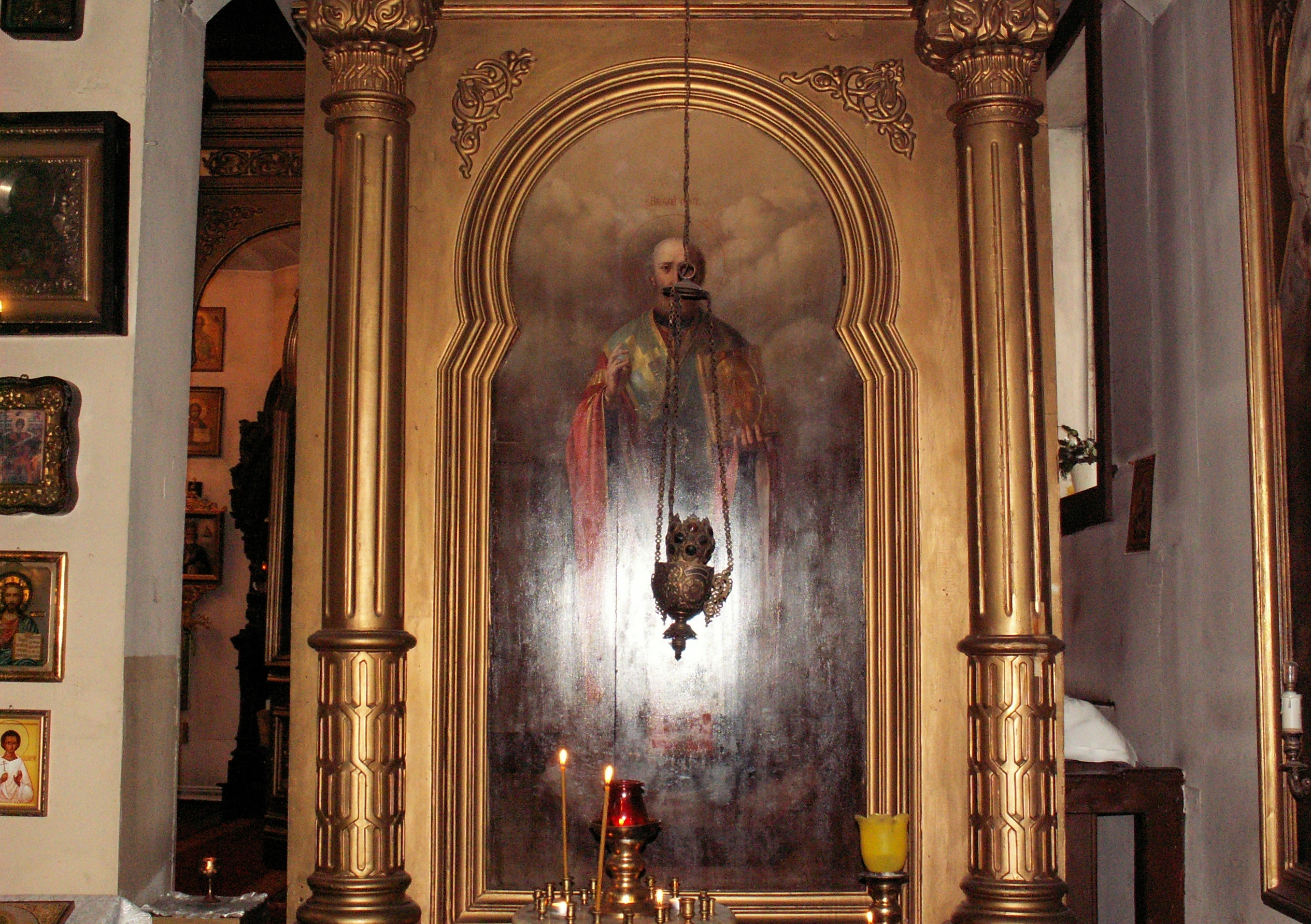
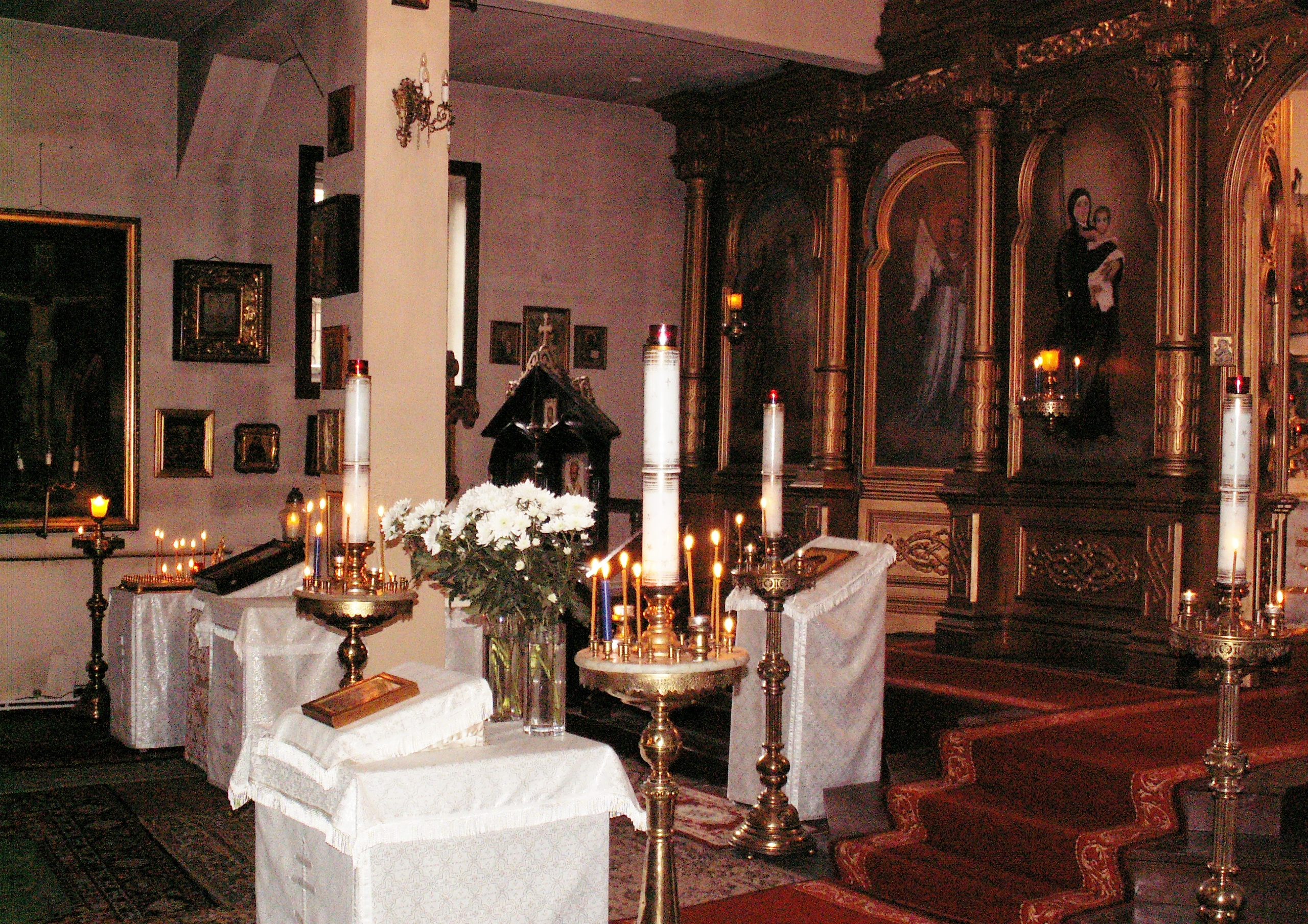
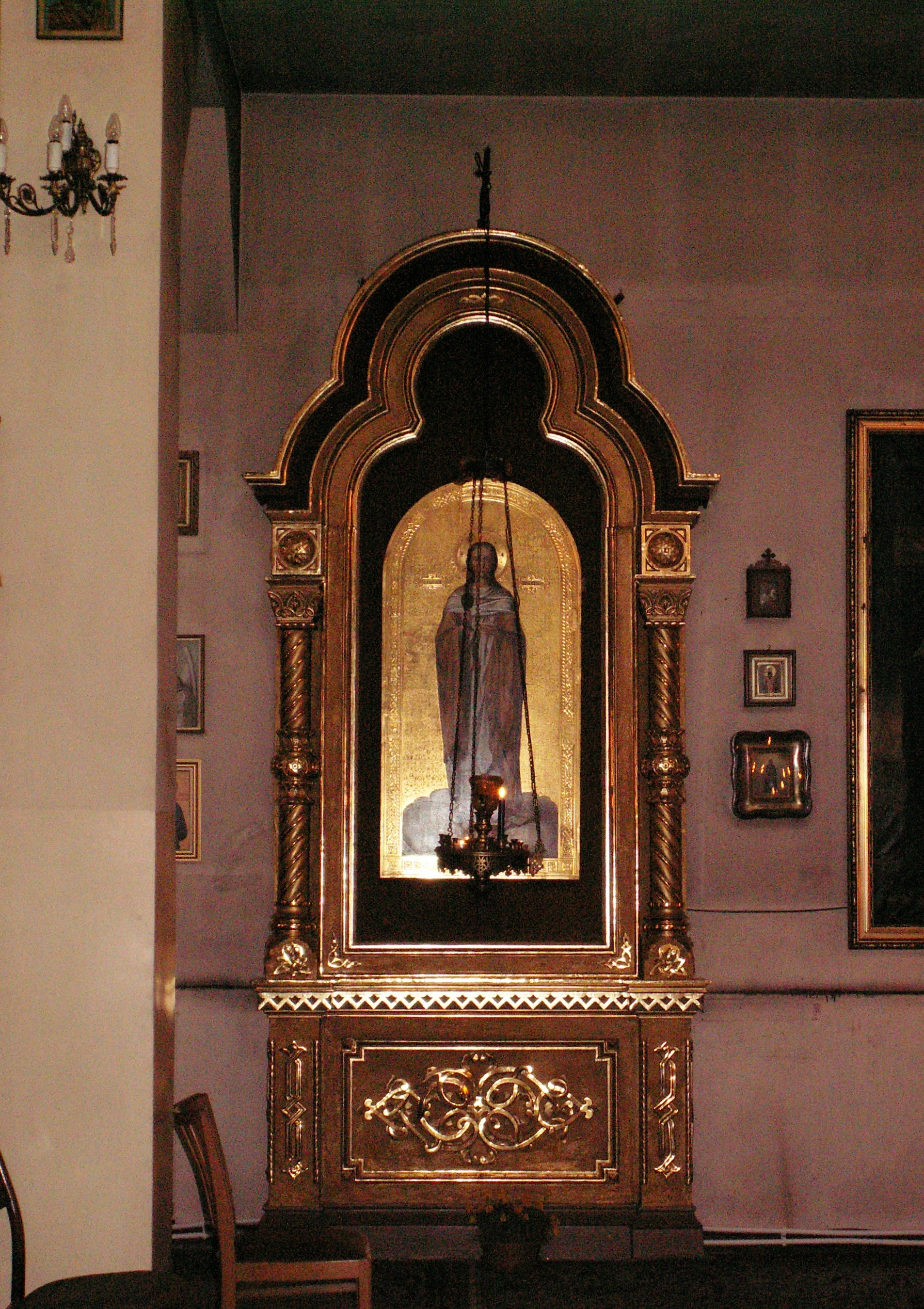
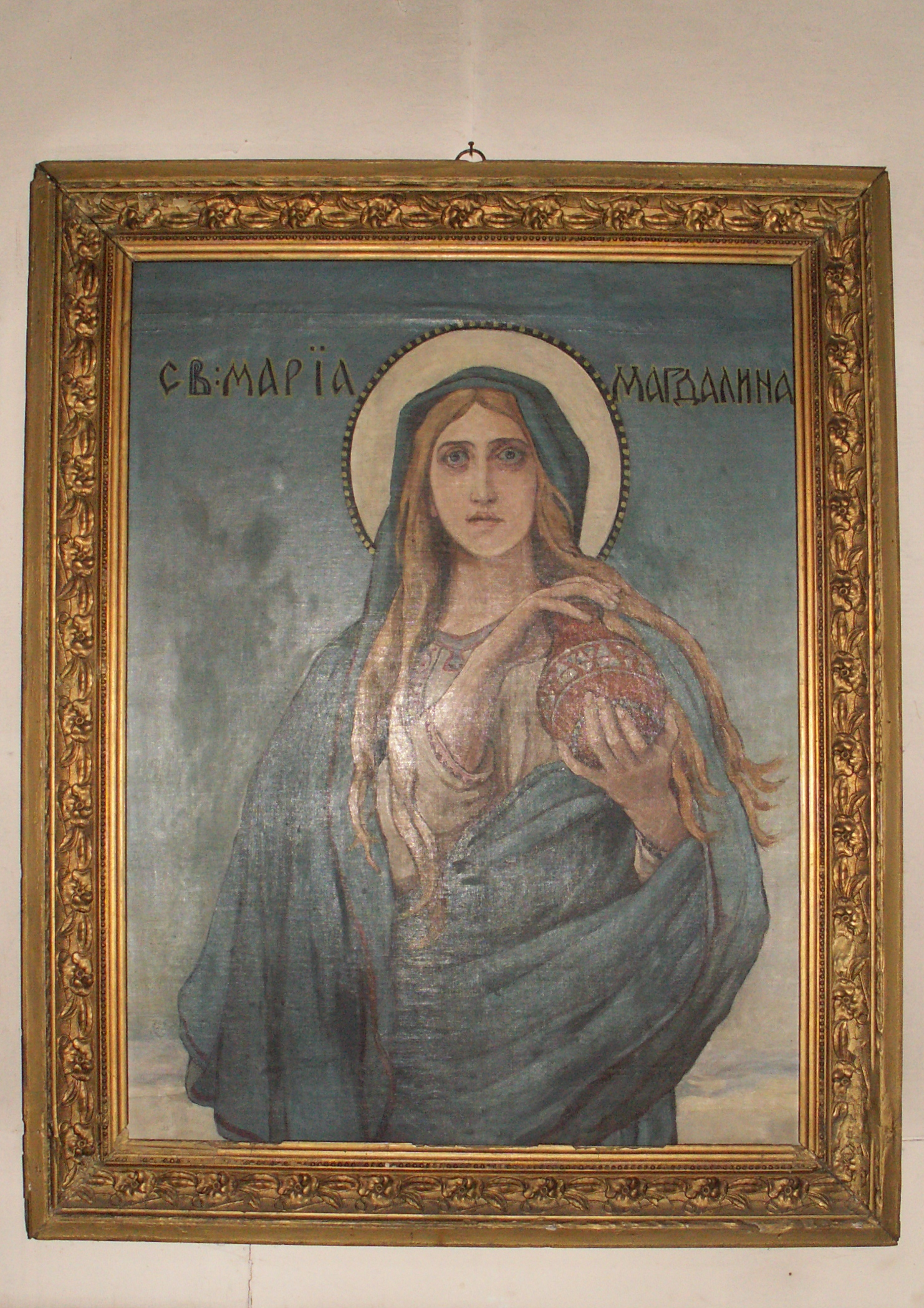
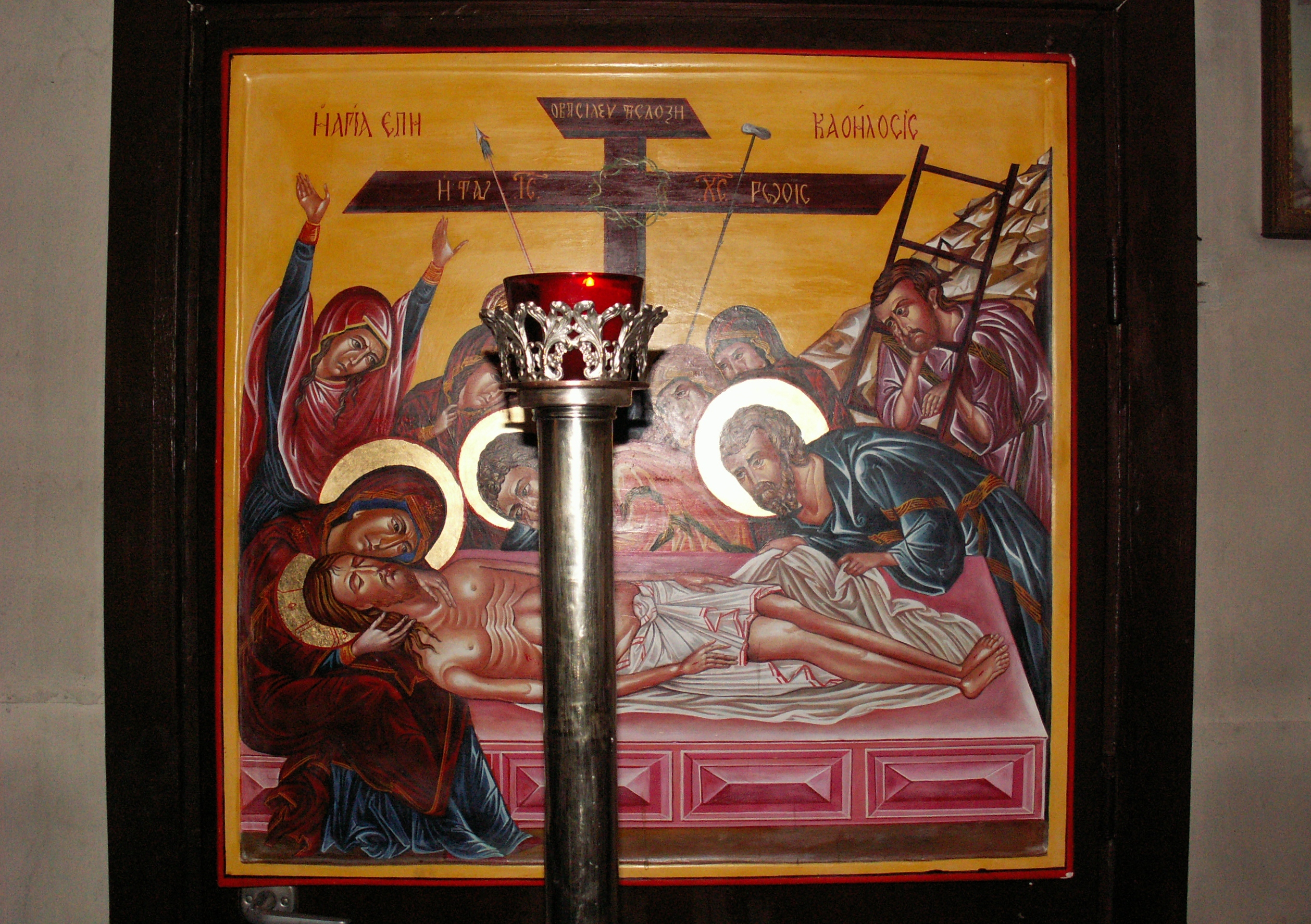
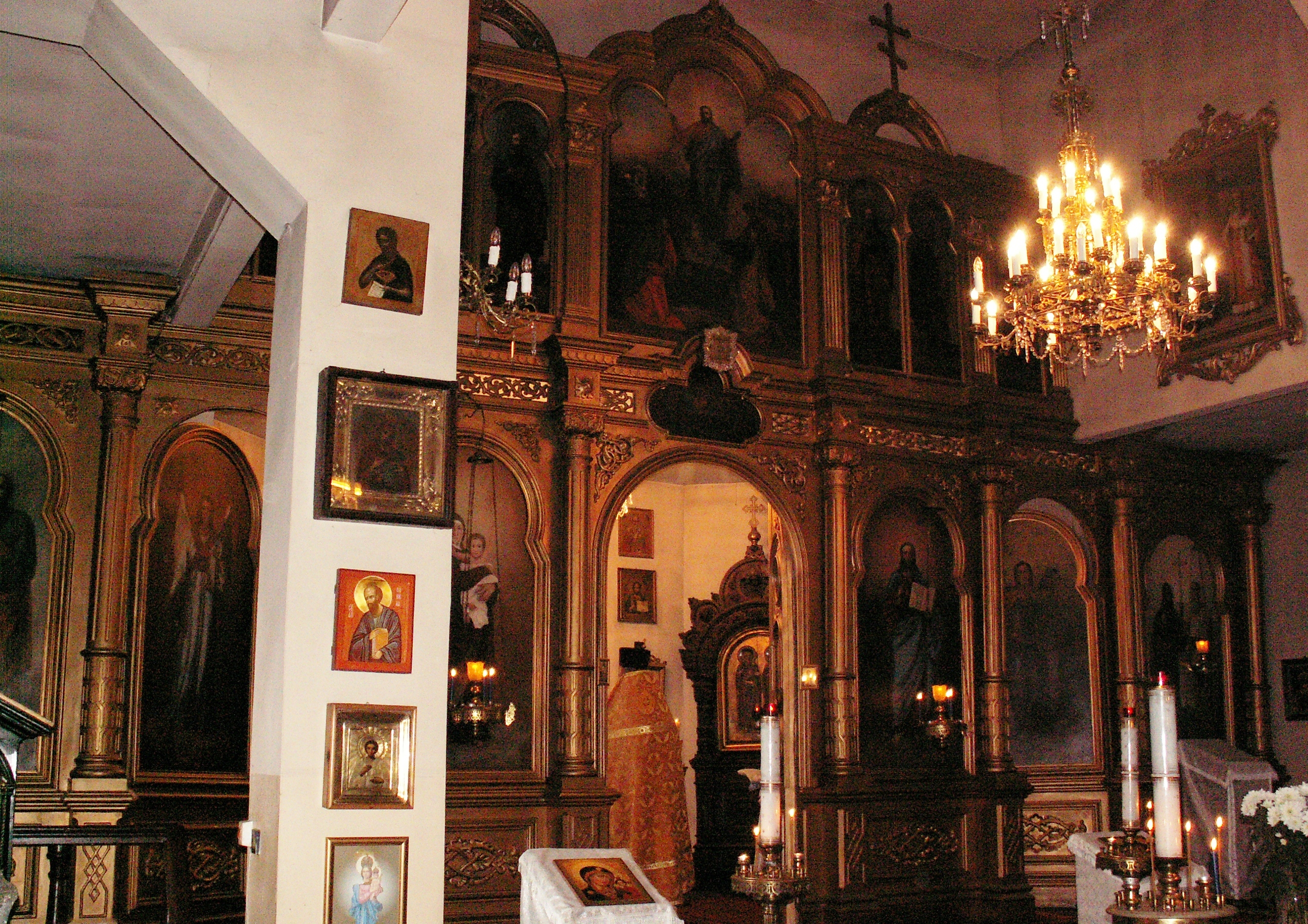
Ikonostas pochodzący z kaliskiego soboru